# 埃隆·马斯克收购推特案
2022年4月14日，美国企业家伊隆·马斯克提议以430亿美元的价格收購社交媒体公司推特（Twitter）。在此之前，马斯克便以26.4亿美元的价格收购了推特公司9.1%的股份。在马斯克意图收购推特公司之前，他曾接受推特公司的邀请而加入其董事会。为了应对马斯克的收购提议，推特董事会宣布启动“毒丸计划”，批准股东们在发生恶意收购时购买额外的股票。4月25日，推特公司宣布決定接受马斯克的收购提议。7月8日，马斯克一度宣布取消收购提议。10月3日，马斯克向推特表示计划按此前协议的原报价收购推特公司。10月27日，马斯克完成以440亿美元将推特私有化的交易。

## 背景
伊隆·马斯克于2010年6月在推特上发表了他的第一条推文；而截至他收购推特的时候，他的关注者已经超过8,000万人。2017年12月，曾有人建议马斯克收购推特，而马斯克对此的回应是“多少钱？”。
2022年3月20日，美国保守派讽刺网站巴比伦蜜蜂的推特账号因为将身为跨性别女性的美国健康与民众服务部助理部长蕾切尔·莱文称为“年度男性”而被暂停使用，推特官方声称巴比伦蜜蜂的这一行为触犯了其有关“仇恨行为”的政策。巴比伦蜜蜂拒绝删除该推文以换取解禁账户的使用权，而推特公司随后也宣布驳回了该网站的上诉。根据巴比伦蜜蜂的首席执行官赛斯·狄龙（Seth Dillon）的说法，他们的账户被停权后不久就接到了马斯克的电话，马斯克的来电是想和他们确认是否已经被暂时停权并表示他“可能需要买下推特”。3月24日，马斯克在推特上发表了针对推特公司的批评声明，并就推特是否遵守“言论自由对民主运作至关重要”这一原则进行民意调查。

## 收購案公開的意向
马斯克表示他收购推特后的第一个计划就是将推特内容源排名算法进行开源，以确保公正性。同时他也表示已计划删除垃圾内容机器人，并要对所有真实的人类用户进行身份验证。同时他还是表示要在推特上增加一个“编辑”按钮，而且还计划要将推特公司位于旧金山的总部改造成无家可归者的收容所。前推特首席执行官杰克·多西发推文表示支持这一收购案，称“伊隆是我信任的唯一解决方案”。而马斯克曾经表示，他对推特管理层没有任何信心。

## 过程

### 早期
2022年1月31日，马斯克开始购买推特公司股票。
4月4日，马斯克宣布他已于3月14日以26.4亿美元的价格成功收购了推特公司9.1%的股份，成为该公司的第一大股东。消息公开后，推特公司的股价经历了首次公开募股以来的最大股价涨幅，盘中涨幅高达27%。
4月5日，推特公司邀请马斯克加入公司董事会，得到马斯克接受，条件是禁止马斯克占股超过14.9%。
4月10日，在针对马斯克的任命生效前，马斯克发表了数条批评推特公司的推文并在随后改变了加入董事会的决定。

### 中期

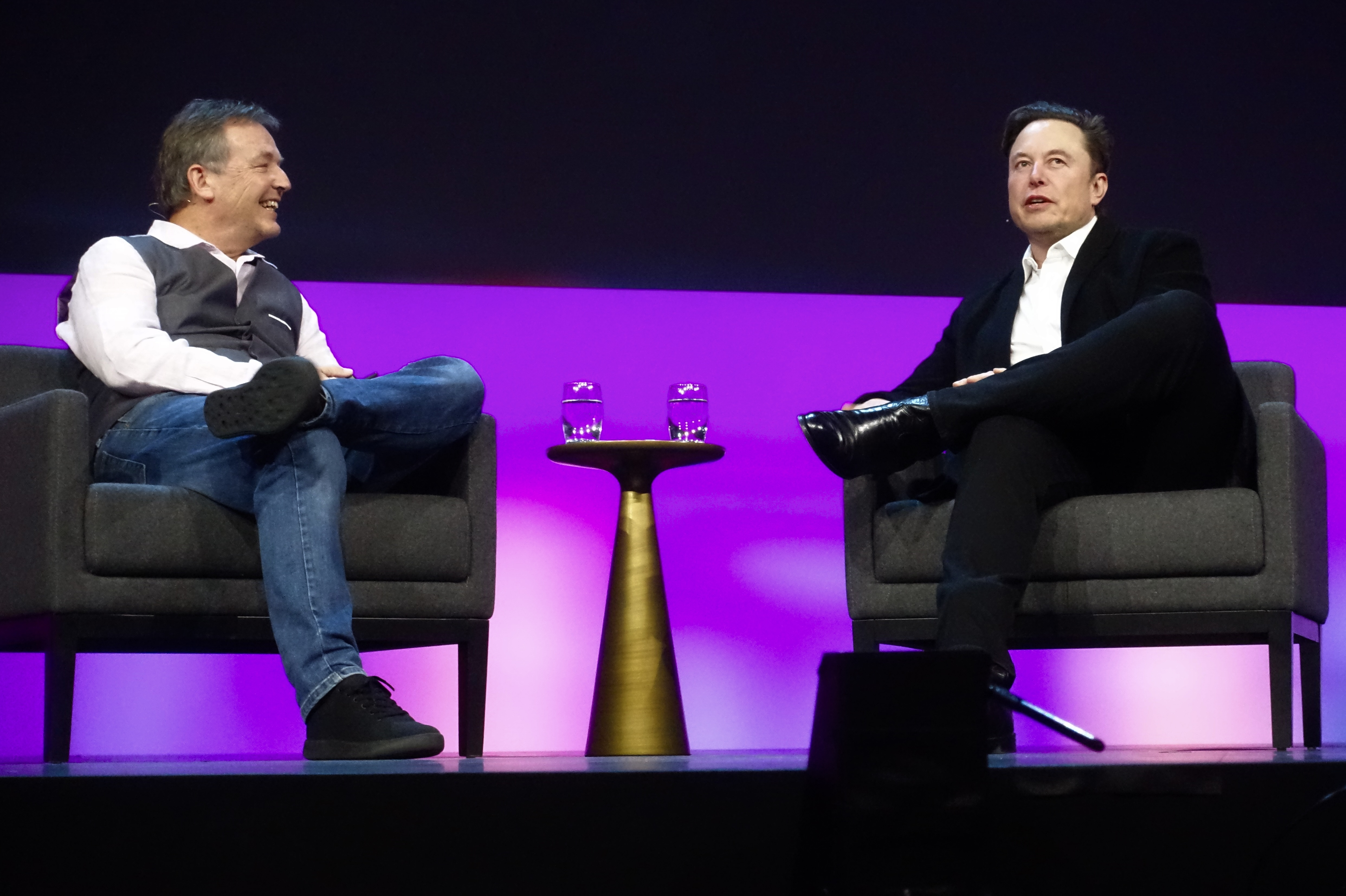
马斯克在TED 2022上受访谈及收购Twitter

4月14日，马斯克主动提出一项无约束力决议，提议以430亿美元的价格全资收购推特公司（每股54.2美元）。外界认为此举是恶意收购。推特表示董事会“将仔细审查有关提议，以确定收购计划符合公司及所有Twitter股东最佳利益的行动方案”。马斯克相信公司“将成为全球首屈一指的言论自由平台”，强调言论自由“是民主社会有效运作的必备条件”，自己无意通过收购增加财富。有意思的是，54.2美元的每股股价恰好契合大麻文化中的420一词。不过，在TED2022年的一次采访中，马斯克提到420中的42其实是道格拉斯·亚当斯《银河系漫游指南》中的著名典故“生命、宇宙以及任何事情的终极答案”。
4月15日，推特董事会宣布启动“毒丸计划”，批准股东在恶意收购时购买额外的股份。计划于2023年4月14日前有效。4月20日，马斯克表示已获得摩根士丹利、美國銀行、巴克莱银行、三菱日聯金融集團、法国兴业银行、瑞穗銀行和法國巴黎銀行465亿美元融资，计划进行要约收购，其中70亿为高级担保银行贷款、60亿为次级贷、125亿为马斯克个人保证金贷款、210亿为马斯克持有的特斯拉现金股权，通过变卖特斯拉股票或其他资产获得。另外，推特借了130亿美元，相当于公司2022年预计营业现金流的七倍。部分贷款的银行发现其中的多重风险太大，只选择参与向马斯克提供125亿美元保证金贷款。据估计，上述贷款服务费约10亿美元。两天后，马斯克以“X控股”（X Holdings）的名义注册了三家控股公司，为全盘收购做准备。5月4日，马斯克就此次收购对言论自由及“网络危害”的影响接受英国下议院数字、文化、媒体和体育委员会询问。次日，马斯克再获得瓦利德·本·塔拉勒·阿勒沙特、拉里·埃里森及币安等19个投资者71亿美元的股权投资，使得马斯克最初125亿美元的个人银行貸款减少到62.5亿美元，所需的现金股权出资从210亿美元略微减少到200亿美元。以独立投资者身份参与融资的境外实体可能会面临美国海外投资委员会针对国家安全方面的调查。

### 后期
4月24日，多家媒体报道称推特公司内部正在进行最后的谈判，以接受马斯克的收购提议，预计将在第二天达成交易。但是，路透社却在此时警告，该交易仍有可能在最后一刻破裂。推特公司董事会在4月25日公开一致接受了440亿美元的收购要约。该交易一旦在2022年的某个时间点最终完成，推特公司将成为一家私人公司。在推特公司宣布接受收购之后，马斯克再次强调了他对推特的未来计划，包括引入新功能、使算法开源、减少垃圾内容机器人以及对所有人进行身份验证，并提议将推特在旧金山的总部改为流浪者收容所。目前该交易仍然需要经过股东大会及监管机构的批准才能最终确定，但是分析师们都认为这笔交易不大可能受到监管机构的反对。据《好莱坞报道》报道，推特首席执行官帕拉格·阿格拉瓦爾从这次收购中获利3,900万美元，而联合创始人杰克·多西则获利9.78亿美元。第二天的交易日中，特斯拉股价下跌超过1250亿美元，导致马斯克损失大约300亿美元的净资产。特斯拉在企业年报中警报称，如果马斯克因个人贷款被迫出售全部股票用作质押，股价会有所下跌，银行因而会要求他卖掉所有股票来偿还贷款。
4月28日，推特向广告代理商强调不会在引起他人反感的内容中打广告。马斯克向银行家表示会削减人手及开支，鼓励网红创作内容，增加订阅服务。

## 搁置
5月13日，馬斯克宣布因需要等待推特提供有關數據確認其垃圾郵件賬戶以及虛假賬戶的佔比不足5%，決定暫緩收購案，但同時在推特中表示仍然致力於收購案。此決定在市場引發對收購案的擔憂，並導致推特股價在美股盤前暴跌逾20%。
5月25日，推特股东向马斯克发起集体诉讼，指控马斯克违反加州公司法进行市场操纵。
6月3日，收购行动通过美国反垄断审查。
6月6日，马斯克向律师发去电子邮件，声称推特拒绝应要求提供用户群体数据，后果可能会是“合并协议终止”。对此，推特表示会继续和马斯克合作，保障双方按协议完成交易。
7月8日，伊隆·马斯克表示推特严重违反了协议中的多项条款，决定终止收购。推特公司董事会主席布雷特·泰勒则回应表示，董事会致力于按照与马斯克商定的价格和条款完成交易，并计划采取法律行动来推动并购协议，推特公司有信心在特拉华州衡平法院获胜。当地时间7月12日，推特在特拉华州衡平法院正式对特斯拉公司CEO伊隆·马斯克提起诉讼，推特指控马斯克自签署合并协议以来一再贬低推特和收购事项、给推特带来商业风险，对其股价造成下行压力，并以机器人账号的普遍存在等为借口终止协议，推特要求马斯克如约履行合并协议。2022年8月30日，马斯克正式向美國證監會和推特公司致函，表示终止440亿美元的收购协议。2022年9月9日，马斯克的律师表示，由于推特公司与一名举报人达成协议并向其支付了775万美元，马斯克440亿美元收购推特公司的协议實際上已被终止。

## 重启
10月3日，马斯克代表律师宣布原定计划重启收购，条件是Twitter须放弃官司。据马斯克律师团队介绍，之所以重启收购，是因为无法证明交易存在重大不利影响。按照原定计划，马斯克和阿格拉瓦尔要分别在10月6日和10日作证。马斯克表示希望通过收购推特来打造一款名为“X”的“万能APP”，将各种服务囊括其中。
10月21日，消息指马斯克及推特两方的银行家和律师会在月底前完成收购所需的文书工作，届时收购交易会正式达成。
10月26日，马斯克在个人推特账号公布一段视频，显示他抱着一个厨房水槽走进推特总部大堂，并附文“Let that sink in”（字面意义为“让它沉入水中”，引申义为消息令人非常惊讶），同时将个人简介修改为“推特首席”（Chief Twit）。与此同时，马斯克向推特员工表示裁员计划仍然有效，但规模没有《华盛顿邮报》此前报道的75%那么多。针对广告商担忧推特日后会步入地狱般的“完全免费”模式，马斯克在公开信中重申收购不是贪婪之举，而是以此打造一个“共享的数字城镇广场”。
10月27日，馬斯克以440億美元收購推特（Twitter Inc），而在完成交易後的第一步就是開除這家社群媒體公司數名高階主管。他曾指控推特高階主管在垃圾帳號數量上誤導他。綜合路透社及華盛頓郵報報導，知情人士指出，馬斯克解雇推特執行長亞格拉沃（Parag Agrawal）、財務長西格爾（Ned Segal）、法律事務和政策主管蓋德（Vijaya Gadde）及總顧問艾捷特（Sean Edgett）。当天推特正式从纽约证券交易所退市，标普500指数同步摘牌，由艾奇资本取代。

## 结束后
收购达成后，马斯克要求员工加班加点工作，以赶在截至时间前对平台进行变更，包括将推特首页从登录界面更换成“探索”页面。与此同时，马斯克于11月2日宣布认证账号订阅服务“Twitter Blue”提价，从原本的4.99美元上调到8美元。
11月3日，马斯克宣布启动裁员行动，计划对大约3700人（占总数三分之一）进行裁员，被裁者会在4日上午9时之前收到邮件通知。行动期间，推特办公室会暂时关闭，所有内部网站访问也将暂停。消息公布后，推特员工对公司提起集体诉讼，理由是未按照联邦及加州地区法律提前60天通知裁员。马斯克于11月5日在推特发文，透露公司每日亏损高达400万美元，裁员纯属无奈之举；他表示每个离职员工会拿到3个月的遣散费，比法律要求高50%。
11月9日，推特针对iOS平台改进Twitter Blue认证服务，所有用户都可以订阅。对于服务推出前的认证用户，平台会加上代表“官方”的灰色勾勾进行甄别。然而该功能推出不到几个小时就被马斯克取消，取而代之的是点击蓝勾勾会出现在一则弹窗消息，用于显示这个用户是Twitter Blue订户，还是官方的认证用户。由于大量冒名顶替的账号通过订阅服务取得认证，推特官方暂停开放订阅，部分知名人士的账号已经恢复了原来的灰色勾勾。
12月18日，马斯克在Twitter发起投票以决定是否辞去Twitter的首席执行官，最终有1750万人同意其辞职，占总数57.5%。随后马斯克表示“一旦发现蠢到可以接受这份工作的人”（as soon as I find someone foolish enough to take the job）就会辞职，转入软件和服务器团队。

## 反应评论

### 宣布收购之前
4月5日马斯克进入推特董事会后，阿格拉瓦尔表示相信马斯克的任命会为公司带来长期价值，而多西则认为马斯克“非常关心我们的世界，以及推特在其中扮演的角色”。到了4月11日，阿格拉瓦尔转而认为马斯克撤出董事会是“最好的选择”，公司将“对他的意见保持开放态度”。第二天，推特股东起诉马斯克涉嫌操作估价、违反美国证券交易委员会规则。
4月14日，推特员工表示关切马斯克对言论自由的看法，得到其他信息技术从业者赞同。多位立场保守的评论员及政治人物对马斯克推出修改推特规则表示期待。4月19日，全国都市联盟敦促推特拒绝马斯克的收购提议，认为收购行动可能会对用户的公民权利带来反效果。4月22日，美国众议院共和党要求保留所有关于马斯克收购计划的文件，等待在2022年中期选举过后接受国会质询。根据哈佛大学美国政治研究中心与哈里斯民调进行的一项联合民调，57%的美国选民赞成马斯克收购。佛罗里达州首席财务官的吉米·帕卓尼斯赞成马斯克的行动，批评推特的毒丸计划。

### 宣布收购之后
4月25日，传出推特准备接受马斯克的提议后，公司股价上涨5%。阿格拉瓦尔赞扬收购计划，表示自己对推特的工作“深感骄傲”，同时向员工承诺不会有裁员计划。同样地，多西也表示支持，认为“从华尔街收回（推特）是正确的第一步”。
共和党国会议员吉姆·喬丹、伊薇特·赫雷尔、玛莎·布莱克本和泰德·克鲁兹赞扬收购，认为言论自由将会恢复。另一方面，民主党议员普拉米拉·贾亚帕尔、赫苏斯·加西亚、玛丽·纽曼和馬克·波肯批评马斯克和收购计划。前美国总统唐納·川普赞赏收购，但声明雖然马斯克表示完成收购后会解封他，他也不会回归，而是繼續使用自己出資創建的「Truth Social」。马斯克的仇家、电动车设计师亨利克·菲斯克在收购计划正式公布后不久离开推特。亚马逊创办人杰夫·贝索斯指马斯克的特斯拉在中国有业务，怀疑中国政府可能会透过马斯克影响推特的运营。不过他后来表示这种事情“可能不会发生”。部分LGBTQ+用户担心收购计划会让被封禁的账户卷土重来，助长網路霸凌和仇恨言論。匿名者Q陰謀論的追随者对表示欢迎，认为马斯克对言论自由的信念能让他们回归。美国联邦证券交易委员会主席布伦丹·卡尔批评外界要求委员会阻止交易的呼吁“荒谬”，强调委员会无权干涉。
欧盟内部市场委员会委员蒂埃里·布雷顿强调任何在欧洲经营的公司需要遵守欧洲的规则。欧洲联盟宣布新的网络法规会“彻底改革”数字市场和科技巨擘。截至4月27日，有3万名用户加入到联邦式去中心化社交平台Mastodon。许多左派用户也离开了平台。
法蘭西斯·福山評論指馬斯克收購案是當時一個相當糟糕的商業決定，而之後推特的市值蒸發可以證明這點；其同時指馬斯克跟隨了傳統寡頭貝盧斯科尼過去掌控權威的路線，尤其與諸共產黨寡頭一樣，他收購該平臺並非出於商業目的，也非他自己聲稱有意捍衛言論自由那樣，而是為了獲取政治影響力、身份認可和權威地位以維護自己的利益：結果該平臺從一個略微偏左的平台變成一個MAGA擴音器，他也同時使用它來傳播自己的政治觀點。他指馬斯克籍此成為川普的左臂右膀而確保其自己的商業利益，成為「美國自產的貝盧斯科尼」。

## 延伸阅读
- J. Hawkins, Andrew. . The Verge. Vox Media. 2022-04-22  [2022-04-26]. （原始内容存档于2022-04-25） （英语）.
- Stringer, Alyssa; Hatmaker, Taylor. . TechCrunch. Yahoo!. 2022-04-24  [2022-04-26]. （原始内容存档于2022-04-24） （英语）.